# Midnight Lounge
Midnight Lounge – ósmy album amerykańskiej wokalistki pop Jody Watley. Płyta została wydana w 2001 roku.

## Utwory
1. Midnight Lounge
2. Whenever...
3. Photographs
4. I Love to Love
5. Skin Deep
6. More
7. Saturday Night Experience
8. Clouds
9. Don't Give Up
10. The Essence
11. Midnight Lounge (Reprise)
12. Whenever
13. Photographs